# الحملات الصليبية على مصر
الحملات الصليبية على مصر (1154–1169)، كان سلسلة حملات قامت بها مملكة بيت المقدس لتعزيز موقفها في بلاد الشام بالاستفادة من ضعف مصر الفاطمية.
بدأت الحرب كجزء من أزمة الخلافة في الدولة الفاطمية، والتي بدأت تنهار تحت ضغط سوريا والدول الصليبية. بينما كان هناك جانب يدعو لطلب المساعدة من نور الدين زنكي، طلب الطرف الآخر مساعدة الصليبيين. بعدما بدأ المعارك، أصبحت غزوات. توقفت عدد من الحملات السورية على مصر بعد فترة قصيرة من الانتصار الكلي للحملات العدوانية التي شنها أمارليك الأول من القدس. ومع ذلك، فصفة عامة كان الصليبيين يتحدثون أن الأمور لم تكن تسير على حسب إرادتهم، بالرغم من عمليات النهب الكثيرة. ضرب حصار بيزنطي-صليبي على دمياط عام 1169 وانتهى بالفشل، في العام نفسه تولى صلاح الدين الأيوبي الوزارة في مصر. عام 1171 أصبح صلاح الدين سلطان مصر وتحول اهتمام الصليبيين للدفاع عن مملكتهم، والتي، بالرغم من أنها محاطة بسوريا ومصر، إلا أنها استمرت ل16 سنة أخرى.
ومع ذلك، بعد سقوط القدس عام 1187، تحول تركيز الصليبيون بشكل حاسم نحو مصر وقل تركيزهم على بلاد الشام. يتجلى ذلك في الحملة الصليبية الثالثة، عندما أدرك ريتشارد قلب الأسد أهمية مصر واقترح مرتين غزو المنطقة. لا ينجح أي هجوم على بلاد الشام بدون الموارد والقوى البشرية من مصر، والتي تسيطر عليها حالياً القوى الإسلامية في المنطقة وكان هذا يعتبر ميزة حاسمة. الحملة الصليبية الرابعة، الخامسة، السابعة، الثامنة وحملة الإسكندرية جميعها كانت تعتبر مصر الهدف المنشود، والتي توجت بانتصارات مؤقتة تلتها هزائم، إجلاءات أو مناقشات - تفضي في النهاية إلى لا شيء. بحلول عام 1291، عكا آخر المعاقل الصليبية في الأراضي المقدسة، سقطت في أيدي قوات سلطان مصر المملوكي، وفُقد ما تبقى من أراضي في العقد التالي.

## خلفية
في أعقاب سقوط القدس على أيدي قوات الحملة الصليبية الأولى، قام الفاطميون بغارات منتظمة ضد الصليبيين في فلسطين، بينما قام نور الدين زنكي في سوريا بسلسلة من الهجمات الناجحة على إمارة أنطاكيا. كانت الحملة الصليبية الثانية تهدف إلى استرداد مكاسب زنكي، والهجوم على دمشق، المنافس الأقوى لزنكي. فشل الحصار وأجبرت قوات مملكة بيت المقدس على العودة جنوباً.
كانت الخلافة الفاطمية في القرن الثاني عشر مليئة بالمشاحنات الداخلية. ولم تكن السلطة في أيدي الخليفة الفاطمي (الذي كان مجرد أداة في مثل نظريه السني) لكن السلطة الفعلية كانت في أيدي الوزير الفاطمي، شاور. مثلت الأوضاع في مصر فرصة سانحة للغزو، سواء من قبل الصليبيين أو قوات نور الدين زنكي. أسقط الصليبيون عسقلان عام 1154 مما كان يعني أن المملكة كانت في حالة حرب على الجبهتين، لكن الآن أصبحت قاعدة إمداد أعداء مصر في متناول أيديهم.

## تدخل نور الدين زنكي، 1163–1164
عام 1163، شاور الوزير المخلوع من مصر طلب الدعم من زنكي لإعادته إلى منصبه كحاكم لمصر «بحكم الأمر الواقع». قُتل زنكي عام 1146 لكن خليفته نور الدين وافق على عدم شاور - بعقد تحالف بين سوريا ومصر لضمان القضاء على الصليبيين. لم يدرك نور الدين أن حال نجاح خطته، فلن يكون هو الوحيد الذي سيستفيد من هذه الوحدة.
في مايو 1164 أصبح شاور وزير مصر. ومع ذلك فقد كان مجرد حاكم صوري لنور الدين الذي نصب شيركوه حاكم لمصر. لم يرض شاور عن هذا، وطلب مساعدة عدو المسلمين السنة، أمارليك الأول، ملك القدس.

### غزو أمارليك؛ الغزوة الصليبية الثانية، 1164

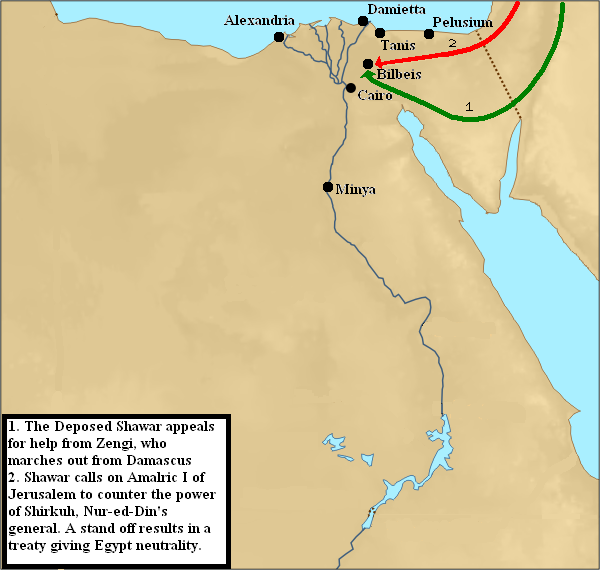

كان لأمالريك الأول أحلامه الخاصة في مصر. ومن أجل هذا، عندما دعاه شاور لمصر، لم يكن من الممكن أن يرفض مثل هذا العرض. عند بلبيس، قام أمالريك وحليفه الشيعي شاور، بحصار شيركوه. إلا أن نور الدين أمر قواته بالتحرك نحو أنطاكيا الصليبية وبالرغم من الحماية البيزنطية (كان مانويل في البلقان) فقد انتصر عليها وأسر بوهموند الثالث من أنطاكيا وريموند الثالث من طرابلس في معركة حارم. سارع أمالريك بالمضي شمالاً لإنقاذ تابعه. ومع ذلك، فقد ترك شيركوه مصر وكان هذا انتصاراً لشاور الذي استرد مصر.

## عودة شيركوه والغزوة الصليبية الثالثة، 1166–1167

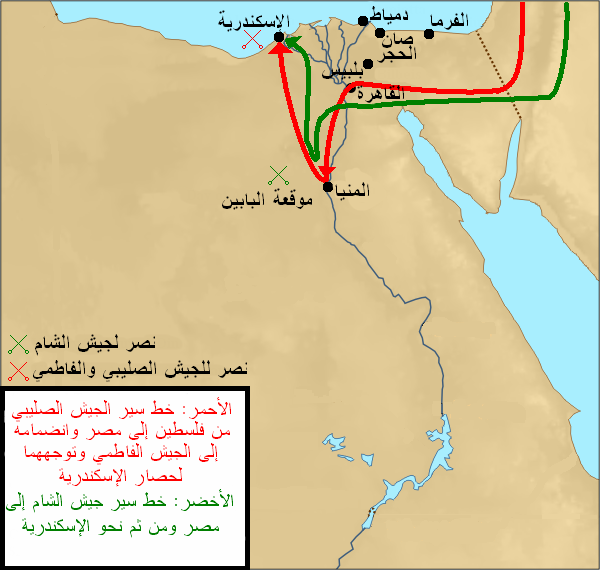

لم يستمر حكم شاور في مصر طويلاً إذ سرعان ما عاد شيركوه ليسترد مصر. كان الصليبيون هم الأمل الأخير لشاور حيث استعان بهم مرة ثانية وفي هذه المرة اعتقد أمالريك أن المعركة المفتوحة يمكنها تحقيق الكثير من الانتصارات.
على عكس شيركوه، كان لأمالريك تفوقًا بحريًا في البحر الأبيض المتوسط (على الرغم من أنه لم يكن هناك العديد من الموانئ السورية إلى البحر الأبيض المتوسط تحت سيطرة نور الدين) واتخذ طريقًا ساحليًا سريعًا إلى مصر، مما مكنه من التواصل مع حليفه شاور بمجرد وصول شيركوه نائب نور الدين.
أقام شيركوه معسكرًا في الجيزة على الجانب الآخر من القاهرة بعد أن سار عبر صحراء تيه جنوب شبه جزيرة سيناء، مفضلا مواجهه عاصفة رملية هناك بدلاً من تحذير الصليبيين. حاولت قوات أمالريك اعتراض جيش شيركوه، لكنها فشلت في مفاجأة القافلة. عقد أمالريك أثناء وجوده في بلبيس اتفاقًا مع شاور مقابل مبلغ 400 ألف بيزن بعدم مغادرة البلاد طالما بقي شيركوه هناك، وأُرسلت المعاهدة إلى هيو جرينير ووليم الصوري للتصديق عليها.
بعد ذلك، بدأ الصليبيون في بناء جسر فوق النيل في مارس 1167، لكن الرماة السوريين منعوهم من اتمام عملهم. ظل جيش شركوه محصنًا خارج أهرامات الجيزة، لأن ترك المكان سيسمح للصليبيين بعبور النيل والاستيلاء عليها من الخلف. تعرضت مفرزة سورية تم إرسالها شمال القاهرة للحصول على الإمدادات لهزيمة، مما أدى إلى تثبيط جيش شيركوه مع وصول التعزيزات التي يقودها همفري الثاني وفيليب. فكر الجيش الفاطمي الصليبي المشترك في الخطوة التالية وحاول عبور النيل إلى الشمال، وانسحب شيركوه إلى صعيد مصر معتبراً موقفه غير مستقر للغاية.
في القاهرة، كان الجيش الفاطمي والصليبي يخططون للخطوة التالية في الوقت الذي كان فيه شيركوه عند أهرامات الجيزة يقوم بخطوة غير متوقعة في الجنوب. لحق به الجيش الفاطمي-الصليبي عند معركة البابين، وكان القتال دامي لكنه غير حاسم. ومع ذلك، تعقب الفاطميون والصليبيون ولاحقوا السوريين الذين فشلت خطتهم لاستخدام الإسكندرية كميناء بوصول الأسطول الصليبي. في الإسكندرية، وافق شيركوه المحاصرعلى ترك مصر مقابل انسحاب الصليبيين.

## الغزوة الصليبية الرابعة، 1168–1169

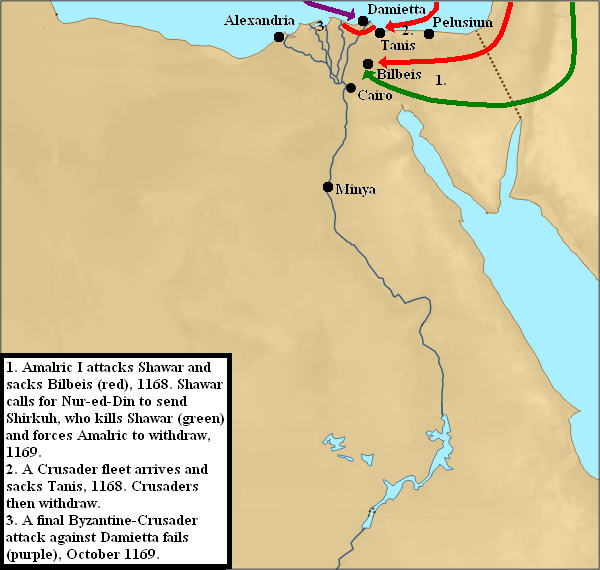

عند هذه المرحلة كان على الصليبيين التركيز على تعزيز مراكزهم ضد سوريا، لكن بدلاً من ذلك فقد أغرى فرسان الإسبتارية أمالريك بالهجوم على مصر والاستيلاء عليها. لقت الفكرة إستحساناً لدى مانويل كومننوس. كان التحالف على وشك الانتهاء عندما قام أمالريك بهجوم سريع على بلبيس عام 1168، وذبح سكانها. استنجد شاور بدمشق وعاد شيركوه. عندما شعر شاور بأن أمالريك على وشك الهجوم، أمر بحرق عاصمته الفسطاط. عندما التقى شيركوه وأمالريك، لقى شاور مصرعه، واسترد شيركوه الحكم. توفى شيركوه بعد شهرين وتولى ابه أخيه صلاح الدين الحكم.
في دمياط، ضرب التحالف البيزنطي الصليبي حصاراً على الميناء. هجم الصليبيون متأخرين بينما البيزنطيون، تخلو عن حصار الميناء بعد ثلاثة أشهر. في عام 1171، أعلن صلاح الدين نفسه سلطاناً على مصر في الوقت الذي أُجبر فيه الصليبيون تحت قيادة أمالريك على التقهقر، بعد خسارتهم الكثير من رجالهم بسبب الأمراض والحرب. أصبح فرسان الإسبتارية مفلسين بعد هذه المعركة لكن سرعان ما إستعادوا قدراتهم المالية. لا يمكن القول أن الأمر نفسه حدث للمملكة.

## النتائج
مملكة بيت المقدس، المحاصرة من قبل الأعداء تواجه الآن هزيمة لا مفر منها. تمكن صلاح الدين من حشد جيوش قومها 100.000 جندي أو أكثر من سوريا ومصر، تحت قيادته. إلا أن نور الدين كان لا يزال حياً حتى 1174 وكانت سلطة صلاح الدين في مصر تعتبر تمرد على تبعيته لنور الدين. بعد وفاة نور الدين اتحدت سوريا ومصر.
في القرن 13 لم يقم الصليبيون إلا بغزوتين كبرتين لمصر. أثناء الحملة الصليبية الخامسة (1218-1221) قامت قوات صليبية كبيرة بقيادة المندوب الپاپوي پلاگيو گالڤاني وجون من برين بالإستيلاء على دمياط. تضمنت القوات قوات صليبية من فرنسي، ألمانيا، الفرنجة والنمسا وأسطول فرنسي. تحركت القوات صوب القاهرة لكنها توقفت بسبب فيضان النيل وانتهت الحملة بكارثة عندما أجبر پلاگيو على الاستسلام بما تبقى معه من قواته.
أثناء الحملة الصليبية السابعة غزا الملك لويس التاسع من فرنسا مصر (1249-1250) وبعد احتلال دمياط تحرك تجاه القاهرة. إلا أن القوات بقيادة روبير الأول، كونت أرتوا هزمت في معركة المنصورة ثم هزم الملك لويس وجيشه الرئيس في معركة فارسكور التي بعدها أصبحت قواته ما بين قتيل وأسير. قاسى الملك من مرارة الهزيمة والذل واضطر لدفع جزية مالية ضخمة لينال حريته.